# Anna Brzezińska (Schriftstellerin)

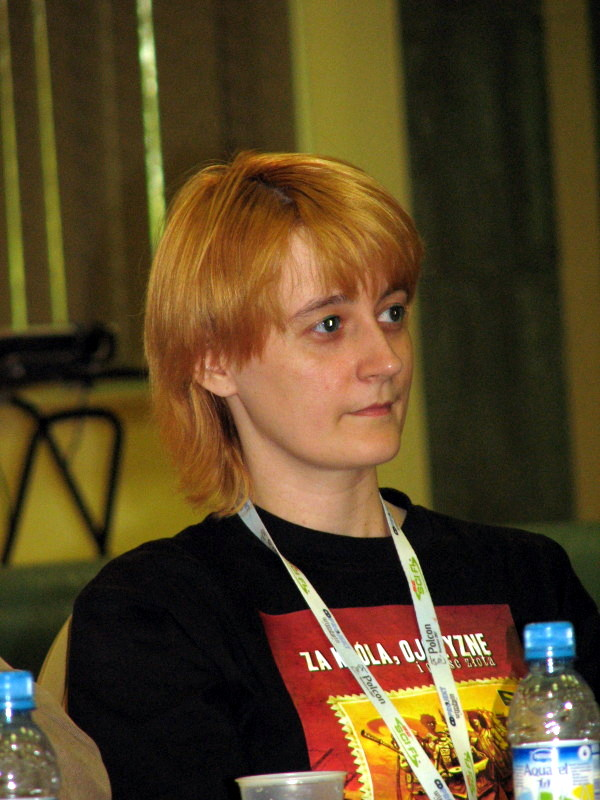
Anna Brzezińska (2007)

Anna Brzezińska (* 8. Juni 1971 in Opole) ist eine polnische Schriftstellerin von Fantasy-Literatur.

## Leben
Brzezińska studierte Mediävistik an der Katholischen Universität Lublin und an der Central European University in Budapest. Als Schriftstellerin debütierte sie 1998 mit der Novelle A kochał ją, że strach, die in der Zeitschrift Magia i Miecz veröffentlicht wurde. Für diese Kurzgeschichte wurde sie mit dem Janusz-A.-Zajdel-Preis ausgezeichnet. Denselben Preis bekam sie für die Novelle Wody głębokie jak niebo sowie 2000 für den Roman Żmijowa harfa, fünf weitere Male war sie nominiert. Ihre Werke sind der Fantasy zuzuordnen, haben aber meist einen (pseudo-)historischen Hintergrund bzw. Unterton. Bekannt ist sie auch für ihre Artikel und Essays zu historischen Themen.
Brzezińska lebt in Warschau und ist Mitinhaberin des 2002 gegründeten Verlages Agencja Wydawnicza RUNA. Sie ist verheiratet mit Grzegorz Wiśniewski, mit dem sie zwei Söhne hat. Außerdem hat das Ehepaar gemeinsam den Zweiteiler Wielka Wojna geschrieben.

## Werke (Auswahl)
- Zbójecki Gościniec. 1999 (Roman)
- Żmijowa harfa. 2000 (Roman)
- Opowieści z Wilżyńskiej Doliny. 2002 (Novellensammlung)
- Letni deszcz. Kielich. 2004 (Roman)
- Wody głębokie jak niebo. 2005 (Novellensammlung)